# Христо Траянов (Извор)
Христо Траянов е български революционер, деец на Вътрешната македоно-одринска революционна организация.

## Биография
Христо Траянов е роден в 1882 година в ениджевардарското село Извор, тогава в Османската империя. Присъединява се към ВМОРО и е четник на Апостол Петков. Загива в сражението от 1 март 1905 година в местността Бачово край Смол.